# 多洛雷丝·埃尔南德斯
多洛雷丝·埃尔南德斯（西班牙語：Dolores Hernández，1997年5月21日—），墨西哥女子跳水运动员。她曾代表墨西哥参加2015年和2019年泛美运动会跳水比赛，获得一枚金牌、一枚银牌和二枚铜牌。